# 貴定駅
貴定駅（きていえき）は中華人民共和国貴州省貴定県に位置する中国国鉄成都鉄路局が管轄する駅である。

## 所属路線
- 中国国鉄
  - 滬昆線：（元湘黔線）株洲駅より826km、貴陽駅まで79km、昆明駅まで727km
  - 黔桂線：柳州駅終点まで531km

## 駅構造
- 単式ホーム1面、島式ホーム1面の地上駅である。

## 利用状況
各種別を含め2010年1月現在、毎日45本の旅客列車が発着する。
滬昆線と黔桂線の分かれる駅で、黔桂線との乗換需要があり通過する旅客量は多い。少数の列車の切符は貴定駅で取り置いている。

## 歴史
- 1959年 - 黔桂線の開通に伴い開業した[2]。

## 隣の駅
中国国鉄
滬昆線
半辺街駅 - 貴定駅 - 高坪鋪駅
黔桂線
高坪鋪駅 - 貴定駅 - 観音閣駅